# Sadist
Begrebet sadist bruges både om personer der dyrker en Sadomasochisme og om personer der lider af en mental forstyrrelse.
I sammenhængen Sadomasochisme er en sadist en person, der nyder at være dominerende i et forhold mellem to voksne partnere der ellers er ligestillede. 
Begrebet sadist bruges også om følelsesmæssigt kolde, mentalt forstyrrede personer der nyder at påføre smerte på andre mennesker i en ikke-seksuel sammenhæng jf. den oprindelige definition på sadisme.